# Падали (озеро)
Падали — пресноводное озеро в Амурском районе Хабаровского края России. Площадь зеркала — 29 км². Водосборная площадь — 457 км². Высота на уровнем моря — 19 м. Максимальная глубина составляет 1,5 м.
Озеро Падали находится в левобережной пойме нижнего течения реки Амур, примыкает к западу к городу Амурск, соединяется с протокой Старый Амур через другую узкую протоку, через которую перекинут автомобильный мост.
Имеет удлинённую в широтном направлении форму. Берега низкие. В северной части озера имеется залив, в который впадает река Сольджа. Ещё одна река, Холга, впадает в юго-западной части. Озеро также соединяется на юге протоками с соседними небольшими озёрами Хийтя и Оммико.
В переводе с нанайского озеро Падали («Падала») означает «пересыхающее».
Вызывает опасения экологическое состояние озера. Это связано с загрязнением берегов озера бытовым мусором и браконьерскими способами ловли рыбы. Около городского водозабора в воде обнаружен пластик, вода зацветает.